# لغة لوله سامي
لوله سامي هي لغة أورالية وتعدّ ثاني أكثر لغة انتشاراً بين لغات السامي، يتحدث باللغة السكان القاطنين حوالي نهر لوله، أي في السويد وفي الأجزاء الشمالية من مقاطعة نورلان في النرويج، خاصةً بلدية تيسفيورد حيث تعدّ لغة لوله سامي لغة رسمية فيها. تكتب هذه اللغة بحروف لاتينية ولديها أبجدية رسمية.